# Kunar (flod)

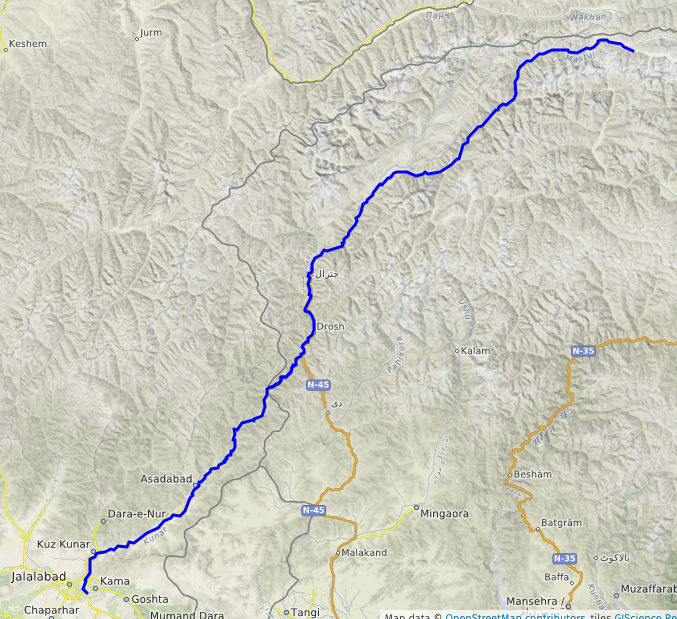
Kunars sträckning.

Kunar (persiska: دريای كنر) är en 480 km lång flod i norra Pakistan och östra Afghanistan. Källorna ligger i Hindukush i Pakistan och den mynnar i Kabulfloden utanför Jalalabad.